# 麟德曆
《麟德曆》是唐高宗詔令李淳風所編的曆法，於麟德二年（665年）颁行。
《麟德曆》以《皇極曆》為基礎，簡化許多繁瑣的計算，創進朔以避連四大月，並廢止十九年七閏的“闰周定闰”，《麟德曆》一直使用到開元年間，又出現緯晷不合的問題，開元十七年又頒行《太衍曆》。《麟德曆》遂不行。谢肇淛《五杂俎·天部二》載：“李淳风最精占候，其造《麟德历》，自谓应洛下閎后八百年之语，似极精且密矣，然至开元二年，仅四十年，而纬晷渐差，不亦近儿戏乎？”
日本在文武天皇元年（697年）-天平宝字七年（763年）采用《麟德曆》，因为是唐朝仪凤年间传入日本，所以又称《儀鳳曆》。

## 外部連結
- 黃一農：〈中國史曆表朔閏訂正舉隅──以唐《麟德曆》行用時期為例（页面存档备份，存于）〉。